# Journal of the Arnold Arboretum
Das Journal of the Arnold Arboretum war eine botanische Fachzeitschrift, die vom Arnold-Arboretum herausgegeben wurde. Dieses Arboretum liegt in Jamaica Plain im US-Bundesstaat Massachusetts; es ist der Harvard-Universität mit Sitz in Cambridge (Massachusetts) angegliedert.
Das Journal of the Arnold Arboretum wurde vom deutsch-US-amerikanischen Botaniker Alfred Rehder begründet, der von 1918 bis 1940 Kurator des Arnold-Arboretums war. Die Zeitschrift entstand mit fachlichem Schwerpunkt auf der Dendrologie, war also auf Bäume und Sträucher spezialisiert. Es deckte jedoch auch weitere botanische Themenkreise ab.
Die Veröffentlichung startete im Jahre 1919. Es erschien vierteljährlich bis 1990; 1991 kam noch ein Supplement heraus. Seitdem wurde das Journal eingestellt.